# Federazione pallavolistica del Malawi
La Federazione malawiana di pallavolo (eng. Volleyball Association of Malawi, VAM) è un'organizzazione fondata per governare la pratica della pallavolo in Malawi.
Organizza il campionato maschile e femminile, e pone sotto la propria egida la nazionale maschile e femminile.
Ha aderito alla FIVB nel 1984.